# Fabio Liverani
Fabio Liverani (Rome, 29 april 1976) is een voetbalcoach en voormalig profvoetballer uit Italië, die zijn loopbaan in 2011 beëindigde bij de Italiaanse eersteklasser US Palermo. Voordien speelde hij onder andere voor Viterbese, Perugia en SS Lazio.
Liverani speelde in de periode 2001-2006 drie wedstrijden voor de Italiaanse nationale ploeg. Hij maakte zijn debuut in 2001 tegen Zuid-Afrika. Hij was de eerste zwarte Italiaanse voetballer die ooit voor de nationale ploeg speelde. Liverani heeft een Somalische moeder en een Italiaanse vader.
In augustus 2020 tekende Liverani een contract als hoofdtrainer van Serie A-ploeg Parma Calcio 1913.